# Harpactes
Harpactes Swainson, 1833 è un genere di uccelli appartenente alla famiglia Trogonidae. Al genere vengono ascritte 10 specie diffuse in Asia.

## Tassonomia
Il genere comprende le seguenti specie:
- Harpactes fasciatus Pennant, 1769
- Harpactes kasumba Raffles, 1822
- Harpactes diardii Temminck, 1832
- Harpactes ardens Temminck, 1826
- Harpactes whiteheadi Sharpe, 1888
- Harpactes orrhophaeus (Cabanis & Heine, 1863)
- Harpactes duvaucelii Temminck, 1824
- Harpactes oreskios Temminck, 1823
- Harpactes erythrocephalus Gould, 1834
- Harpactes wardi Kinnear, 1927